# L'Évasion (téléfilm)
Pour les articles homonymes, voir L'Évasion.

L'Évasion est un téléfilm français réalisé par Laurence Katrian et diffusé en 2009 à la télévision.
Ce téléfilm a été tourné à l'Abbaye royale de Saint-Jean-d'Angély

## Synopsis
L'année 1942 voit la France divisée en deux parties. L'une occupée par l'Allemagne nazie, l'autre régentée par le régime du maréchal Pétain. Julia, jeune institutrice, et Paul, son mari, tentent de faire face comme ils peuvent à ce contexte éprouvant. Un jour de décembre, Paul est arrêté par la Gestapo. Julia assiste impuissante à cet acte ordonné par le colonel Von Deck. Craignant que Paul n'en réchappe pas, Julia se tourne vers la Résistance. Elle parvient à prendre contact avec un réseau bien organisé, qui accepte de faire évader Paul. Auparavant, Julia devra mener à bien une mission à haut risque à la Kommandantur. C'est alors qu'elle rencontre André, un pétainiste qui va bouleverser son destin...

## Fiche technique
- Scénario : Odile Barski et Barbara Grimberg
- Durée : 96 min
- Pays :  France

## Distribution
- Sara Giraudeau : Julia
- Thierry Neuvic : André
- François Berléand : Colonel Von Deck
- Anne Suarez : Kita
- Marc Citti : Henri
- Laurent Bateau : Georges
- Yannis Baraban : Paul Valcoudray
- Vincent Martin : Raymond
- Alexandre Hamidi : Frédo
- Nicolas Briançon : Mandrin
- Alex Lutz : Dieter
- Jean-Pierre Mesnard : Herman
- Xavier Pierre : Raoul
- Jurgen Genuit : Lieutenant Friedrich
- Frans Boyer : Policier
- Jérémy Duffau : Michel
- Thomas Blanchet : Le cafetier
- Catherine Collette : Annette
- Thibault Audouin : Petit enfant qui court